# Cebu (province)
Pour les articles homonymes, voir Cebu.
Cebu est une province des Philippines, située dans la région des Visayas centrales, entre Negros et Leyte.

## Géographie
La province est formée de l'île de Cebu et de 167 îles et îlots environnants.
Cebu est située entre 9°25'N et 11°15'N de latitude et entre 123°13'E et 124°5'E de longitude au centre de l'archipel des Philippines. Elle est à 365 miles au sud de Manille.
L'île de Cebu est étroite, densément peuplée (les Cebuanos), s'étendant sur près de 200 kilomètres du nord au sud et sur une quarantaine de kilomètres d'est en ouest dans sa plus grande largeur. Elle est traversée, dans le sens de la longueur, par une épine dorsale montagneuse culminant à 1 108 mètres au mont Cabalasan. Son climat est tropical. Elle est entourée par 167 îles plus petites dont celles de Mactan, Bantayan, Daanbantayan. Cebu est l'une des provinces les plus développées du pays. La ville principale, centre administratif et deuxième zone portuaire des Philippines, est Cebu comptant près de 700 000 habitants. En incluant les villes adjacentes de Mandaue et de Lapu-Lapu (Mactan), l'agglomération de Cebu constitue le deuxième ensemble urbain du pays après celui de la capitale Manille. L'aéroport international de Mactan-Cebu est situé sur l'île de Mactan à une trentaine de minutes du centre-ville de Cebu. Cebu-Mandaue sont reliées à Mactan par deux ponts ouverts à la circulation routière et franchissant le bras de mer séparant les îles de Mactan et de Cebu. L'autoroute Cebu-Cordova Link sera bientôt ouverte au public. Ce pont emblématique relie la ville de Cebu via les propriétés de South Road à l'île de Mactan via la municipalité de Cordova. C'est le troisième pont passant le long du canal de Mactan reliant l'île de Cebu à l'île de Lapu-Lapu.

## Histoire
La région fut découverte, pour le compte de l'Espagne, par le Portugais Magellan en 1521. C'est sur l'île de Mactan que Magellan fut tué le 27 avril de la même année.

## Culture

### Langue
La langue véhiculaire est le cebuano, l'une des langues les plus parlées aux Philippines, et qui comprend notamment des emprunts à l’espagnol et à l’anglais.

### Religion
Le saint patron de Cebu est le Santo Niño de Cebu, qui est l'image de l'Enfant Jésus. Cette image est tenue dans la plus vieille église du pays, la Basilique de l'Enfant Saint. D'après les récits historiques, Ferdinand Magellan donna le Santo Niño à la femme du chef, Rajah Humabon, en cadeau pour célébrer leur alliance. Ce geste est dépeint dans le plus grand et plus populaire événement de Cebu, le Sinulog, où des danses dans la rue sont précédées d'une sainte messe.
Faisant initialement partie de l'archidiocèse de Manille, Cebu fut plus tard érigé en diocèse distinct, indépendant de l'archidiocèse manillais.  Il a plusieurs églises, dont la basilique, la cathédrale, l'église San Carlos, l'église paroissiale du Saint-Rosaire, l'église de Saint-Joseph et des Récollets, l'église du Sacré-Cœur de Jésus, etc. ainsi que plusieurs églises non catholiques. La majorité de la population de Cebú est catholique, comme dans la plupart des provinces philippines, avec l'exception possible du Mindanao, même s'il y a des communautés musulmanes florissantes venues du Mindanao.
D'autres minorités religieuses incluent une Église du Christ internationale, les Témoins de Jéhovah, l'Église universelle du royaume de Dieu, l'Association des missionnaires bénévoles philippins, l'Église de Jésus-Christ des Saints des Derniers Jours (mormons), etc.

## Économie
Cebu possède un aéroport, le deuxième plus important du pays (aéroport international de Mactan-Cebu, code AITA : CEB).

## Politique
Article détaillé : Listes des villes des Philippines par province :
- Cebu City
- Danao City
- Lapu-Lapu City
- Mandaue City
- Talisay City
- Toledo City

La province est constituée de sept circonscriptions législatives élisant un député chacune à la Chambre basse.